# 绵阳东辰国际学校
绵阳东辰国际学校（英語：Mianyang Dongchen International School），常简称东辰国际学校，是位于中国四川省绵阳市的一所民办全日制基础教育学府。设有小学部、初中部、高中部等多个学部，创立于2000年，由四川东辰集团控股。

## 历史
- 绵阳东辰国际学校于2000年9月3日创立，在同年秋季学期开始小学一部的招生。
- 2001年秋，创立初中部并开始招生。
- 2002年秋，创立高中部并开始招生。
- 2006年，设立以培养留学生为主要目的的国际部。
- 2013年，完成园艺山校区的扩建后，设立小学二部并开始招生。
- 2013年11月8日，合作创立遂宁东辰荣兴国际学校。
- 2015年4月21日，合作创立宜宾东辰国际学校。
- 2016年，评为四川省一级示范性普通高中。[1]
- 2020年，成立中学部。

## 目前状况

### 校区
- 火车站校区

火车站校区是学校最早的校区，修建于2000年，是小学一部所在校区。曾在2013年进行了翻修。
- 园艺山校区

园艺山校区修建于2001年，是小学二部、初中部和高中部所在的校区。曾在2013年进行大规模的扩建，扩建的部分也常被称为“新校区”，对应地，扩建前的部分被称作“老校区”。小学二部和七年级学生在扩建后的新校区学习和生活，其余学生在扩建前的校区学习和生活。

### 主要建筑

#### 园艺山校区
- 广雅楼

高中部所在的教学楼，修建于2002年，并在2015年进行了翻修。国际部的课程原先在广雅楼进行（现已转移至仙海分校）。
- 弘毅楼

初中部所在的教学楼，修建于2001年，并在2016年进行翻修。顶端有一座长期未启用的天文台。
- 艺术中心

为老校区音乐和美术课的行课地点，也是学校的音乐美术特长班、管乐团所在地。
- 学生公寓

分为男生公寓（韬园，巍园各半）和女生公寓（蕙园），是老校区学生的住宿地点。
男生公寓为四座独立建筑，位于膳食中心的西面。
女生公寓为两座建筑，每座按照编号分为两部分，位于膳食中心的东面。在外围设有防护网以保障安全。
- 膳食中心

老校区的膳食中心为两座独立建筑，编号为1号和2号。供老校区师生就餐。
老校区的教职员工在位于膳食中心1号一层的教师食堂就餐。而高中部的学生在膳食中心1号的二三层就餐。在老校区的初中部学生则在膳食中心2号就餐。
新校区的膳食中心又称为“营养膳食中心”，供小学二部和初中七年级学生就餐，并在三层设有教室餐厅供新校区工作的教职员工就餐。
- 明德楼、明志楼和艺科楼

三者实际上属于同一座建筑物，位于扩建后的新校区，建成于2013年。但是三者在校内地图和门牌号上均进行了区分。
明德楼位于建筑物的东翼，是小学二部学生的行课地点。门牌号以“A”开头以和建筑物的其他部分进行区分。
明志楼位于建筑物的西翼，是初中部七年级学生的行课地点。新校区的学术厅和学生影院位于该部分建筑物内。门牌号以“B”开头以进行区分。
艺科楼位于明德楼和明志楼的中间，有音乐教室、美术教室、计算机机房等多种用途的教室，是新校区音乐、美术和信息技术课的行课地点。门牌号以“C”开头。
- 留园、毓园、沁园和馨园

四座建筑分别位于新校区运动场的两侧，其中留园和毓园供七年级学生住宿，而沁园和馨园供小学二部的学生住宿。